# 앤 FM30
앤 FM30(& FM30)은 LG전자가 2006년에 출시한 포터블 미디어 플레이어이다.